# Wybory parlamentarne w Holandii w 1959 roku

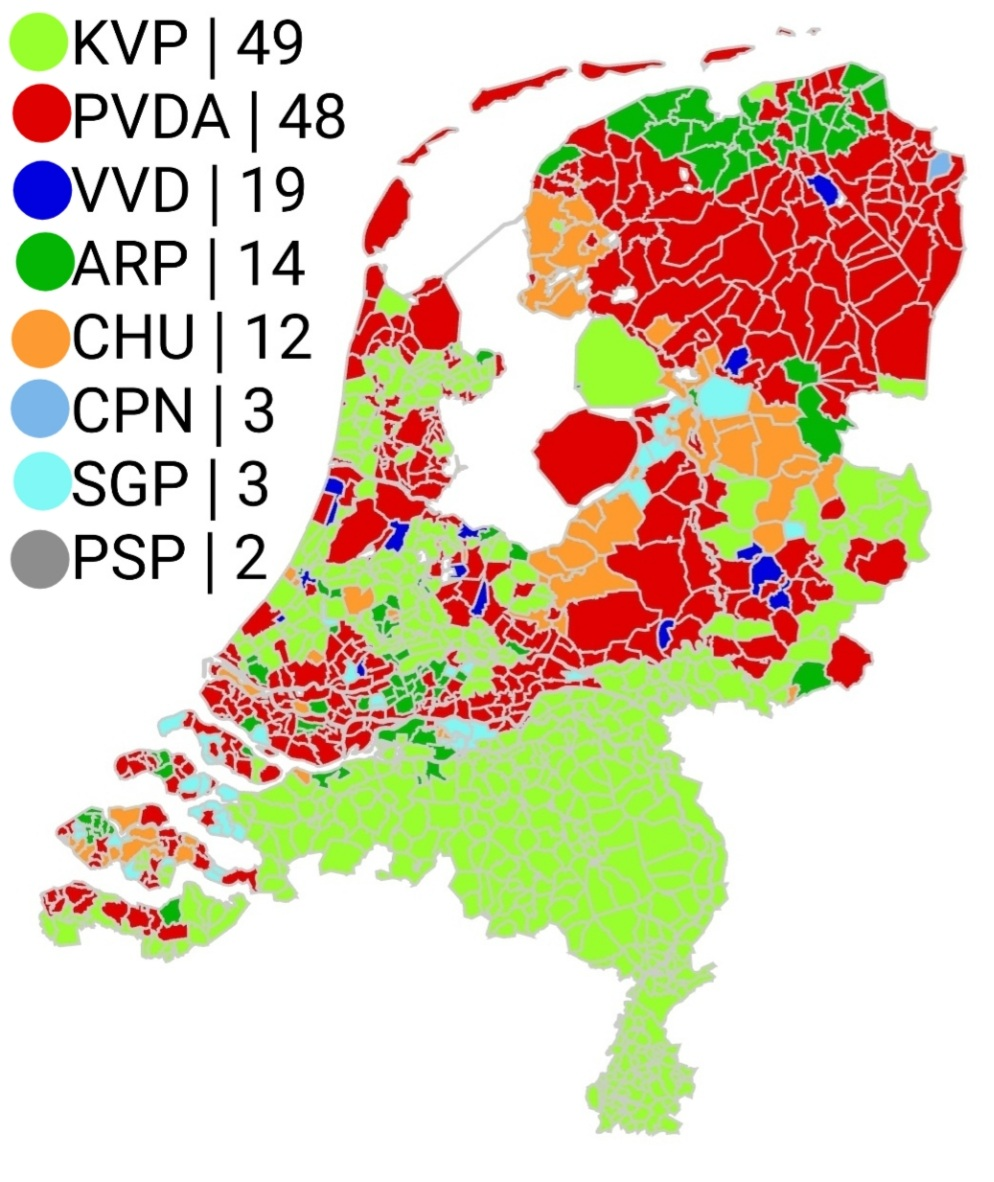
Mapa wyników

Wybory parlamentarne w Holandii w roku 1959 – wybory, w których obywatele Holandii w drodze głosowania wybrali swoich przedstawicieli w parlamencie. Do podziału w wyborach było 150 mandatów. Do parlamentu dostało się 8 partii. Zwycięstwo odniosła Katolicka Partia Ludowa.  Wyniki przedstawiały się następująco:
| Partia                                  | Wynik | Zmiana w stosunku do roku 1956 |
| --------------------------------------- | ----- | ------------------------------ |
| Partia Pracy                            | 48    | -2                             |
| Katolicka Partia Ludowa                 | 49    | -                              |
| Partia Antyrewolucyjna                  | 14    | -1                             |
| Unia Historycznych chrześcijan          | 12    | -1                             |
| Partia Ludowa dla Wolności i Demokracji | 19    | +6                             |
| Komunistyczna Partia Holandii           | 3     | -4                             |
| Pacyfistyczna Partia Socjalistyczna     | 2     | +2                             |
| Zreformowana Partia Polityczna          | 3     | -                              |
| Suma                                    | 150   |                                |

Na skutek wyborów doszło do powstania koalicji katolików, antyrewolucjonistów, historycznych chrześcijan i liberałów. Tekę premiera objął Jan de Quay (katolik).